# Locus cœruleus
Pour les articles homonymes, voir Locus et Coeruleus.

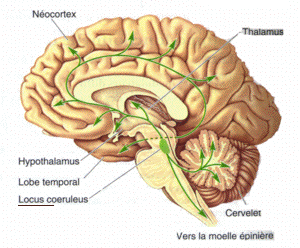
Localisation du Locus Coeruleus dans un schéma du système noradrénergique.

Le locus cœruleus, « locus cæruleus », « locus ceruleus » ou LC (« la tache bleue », en latin) est un noyau sous-cortical de l'encéphale, situé dans le tronc cérébral. Il a beaucoup de relations avec l'amygdale mais aussi avec le noyau sensitif du nerf trijumeau et les noyaux limbiques. Il a été découvert et décrit pour la première fois par le médecin et anatomiste français Félix Vicq d'Azyr au milieu du XVIIIe siècle.
Ce noyau constitue une structure noradrénergique et cholinergique. C'est de cette région que partent la grande majorité des neurones qui utilisent la noradrénaline comme neurotransmetteur. 
Sa couleur bleue est due à la présence de granules de mélanine, ce qui lui a aussi valu le nom de « noyau pigmentosus pontis » (noyau très pigmenté du pont).

## Fonctions
Par son très grand nombre de connexions, le locus cœruleus est impliqué dans de nombreux effets naturels, tels que :

### Peur et anxiété
Par ses projections d'axones vers des régions telles que l'amygdale, l'hippocampe, le septum, le cortex, le tronc cérébral ou encore la formation réticulée, le locus cœruleus s'est vu associé aux troubles paniques. Il a en effet été prouvé que la stimulation de cette zone provoquait un état d'anxiété chez l'animal et qu'inversement, des substances tranquillisantes telles que l'alcool, les benzodiazépines ou les opiacés diminuaient son activité.

### Sommeil et alternance veille-sommeil
Ses connexions avec les noyaux du raphé (connus pour leur rôle dans l'endormissement), les noyaux paraventriculaires de l'hypothalamus (rôle dans le contrôle de la posthypophyse), le néocortex cérébral (ayant un rôle majeur dans les processus d'attention et d'éveil) et l'intervention systématique du système noradrénergique lors de l'éveil, font du locus cœruleus un acteur indispensable au bon fonctionnement de cette « boucle veille-sommeil ».  La destruction entière du locus cœruleus supprime le rêve et le sommeil paradoxal. Des expériences sur le chat, montrent que la destruction de la partie caudale du locus cœruleus lève l'inhibition motrice et permet l'extériorisation de l'activité pyramidale et extrapyramidale du rêve : le chat devient capable, pendant la phase paradoxale de son sommeil, de chasser des souris imaginaires ou de se protéger de prédateurs tout aussi virtuels,. Chez les humains une dégradation de son intégrité est corrélé à une fragmentation du sommeil et pourrait jouer un rôle dans le développement de la maladie d'Alzheimer,.